# Kodava (Sprache)
Kodava (koḍava; auch Kodagu, Coorgi) ist die dravidische Sprache des gleichnamigen Volkes. Sie ist im Distrikt Kodagu (früher Coorg) des südindischen Bundesstaats Karnataka verbreitet, wo sie etwa 166.000 Menschen als Muttersprache sprechen. Sie weist starke Einflüsse aus verwandten Sprachen auf, insbesondere Kannada, das von der Mehrheit der Sprecher als Zweitsprache verwendet wird. Kodava wird seit dem 17. Jahrhundert in der Kannada-Schrift geschrieben, obwohl diese für zwei charakteristische Vokale der Sprache keine Zeichen besitzt. Kodava umfasst zwei Dialekte, einen nördlichen und einen südlichen. Als Standard hat sich die für literarische Werke von jeher bevorzugte nördliche Mundart durchgesetzt, die in und um Madikeri, die ehemalige Hauptstadt des früheren Fürstenstaates Coorg, gesprochen wird.
Obwohl die Kodava viel Wert auf ihre Muttersprache als das zentrale Element ihrer Gemeinschaft legen, werden Englisch und Kannada als Bildungs- bzw. Verwaltungssprachen bevorzugt. Dennoch erscheinen zwei Wochenzeitungen in Kodava. All India Radio sendet Beiträge in der Sprache, und auch im Lokalfernsehen werden Sendungen in Kodava ausgestrahlt.